# Зимняя (приток Юрьи)
Зимняя — река в России, протекает в Мурашинском и Юрьянском районах Кировской области. Устье реки находится в 11 км по правому берегу реки Юрья. Длина реки составляет 36 км. Площадь бассейна 301 км².
Исток реки на Северных Увалах близ границы с Республикой Коми в 25 км к юго-востоку от посёлка Мураши. Река течёт на юг и юго-запад по ненаселённому лесному массиву. Верхнее течение проходит по Мурашинскому району, среднее и нижнее по Юрьянскому. Впадает в Юрью у деревни Зимняя (Ивановское сельское поселение) в 7 км к северо-востоку от посёлка Юрья.

## Притоки (км от устья)
- 5 км: река Даровица (пр)
- 19 км: река Чёрная (пр)
- 26 км: река Средняя Зимняя (лв)

## Данные водного реестра
По данным государственного водного реестра России относится к Камскому бассейновому округу, водохозяйственный участок реки — Вятка от города Киров до города Котельнич, речной подбассейн реки — Вятка. Речной бассейн реки — Кама.
Код объекта в государственном водном реестре — 10010300312111100034402.